# 無名戦士の墓 (ルーマニア)
ルーマニアの無名戦士の墓（むめいせんしのはか、ルーマニア語:Mormântul Soldatului Necunoscut）は、首都ブカレストにあるモニュメントで、ルーマニアのために戦って亡くなった兵士に捧げられた。無名戦士の墓の1つ。
第一次世界大戦の戦没者を追悼するために、1923年に建てられた。

## 歴史
1923年、戦時中に自らの命を犠牲にした全ての者を代表して、戦死した兵士から1人を選ぶことになった。
ルーマニアの国防省が1923年5月1日に発した命令第567号において、軍学校の1年生だった戦争孤児が無名戦士の棺を選ぶことになっていた。ヤシ、クラヨーヴァの軍学校とデアル修道院が、それぞれの基準に最も適した生徒の名前を提出した。クラヨーヴァの
"Dimitrie Sturdza"軍高等学校（現在の"トゥドル・ウラジミレスク"軍学校）の12歳の生徒で1917年に目の前で父親を亡くした、戦争孤児のAmilcar Săndulescuが選ばれた。
Mărășești、Mărăști、Oituz（First）、Oituz（Third）、the Jiu Valley、Prahova、ブカレスト、Dobruja、トランシルヴァニア、Bessarabiaで戦死した身元不明兵士の遺体が発掘され、en:Mărășeștiにある聖母の被昇天教会で、亜鉛で二重にしたオークの棺に納められた。
1923年5月14日、Mărășeștiで執り行われた厳粛な式典で、Amilcar Săndulescuが4番目の棺の前にひざまずき、「私の父である」と述べた。無名戦士が選ばれた後、その他の9つの棺は、軍人の名誉を以て、Mărășeștiの英雄墓地に埋葬された。
1923年5月15日、無名戦士の棺はルーマニアの国旗に包まれ、特別列車でルーマニア王フェルディナンド1世、政府高官、儀仗兵が待つブカレストに運ばれた。棺は8頭の馬が牽く砲車に載せられ、長い行列の中でミハイ勇敢公教会に運ばれ、2日ほど安置された。そこで、人々は最後のお別れをすることが出来た。
1923年5月17日（英雄の日、昇天日）、王家、政府、議員、その他多くの公人の臨席の下で、棺は最上級の軍人礼を以てen:Carol Parkの遺体安置所に埋葬された。安置所の石板に曰く、「Here lies at rest happily unto the Lord the Unknown Soldier, who sacrificed his life for the unity of the Romanian people. On his bones lies the land of united Romania. 1916–1919」と。
1953年12月22日から23日にかけての夜に、無名戦士のモニュメントが極秘に共産党政権により取り外され、Mărășeștiの霊廟に移動された。共産党の英雄の霊廟が作られ、ルーマニア共産党の数人の指導者が葬られた（ゲオルゲ・ゲオルギュ＝デジを含む）。
1991年、政権が崩壊してから、墓はCarol Parkの中、元々あった場所の近くに戻された。
2007年、墓は、共産党の霊廟のすぐ隣、1923年当時の場所のより近くに移動された。

## ギャラリー

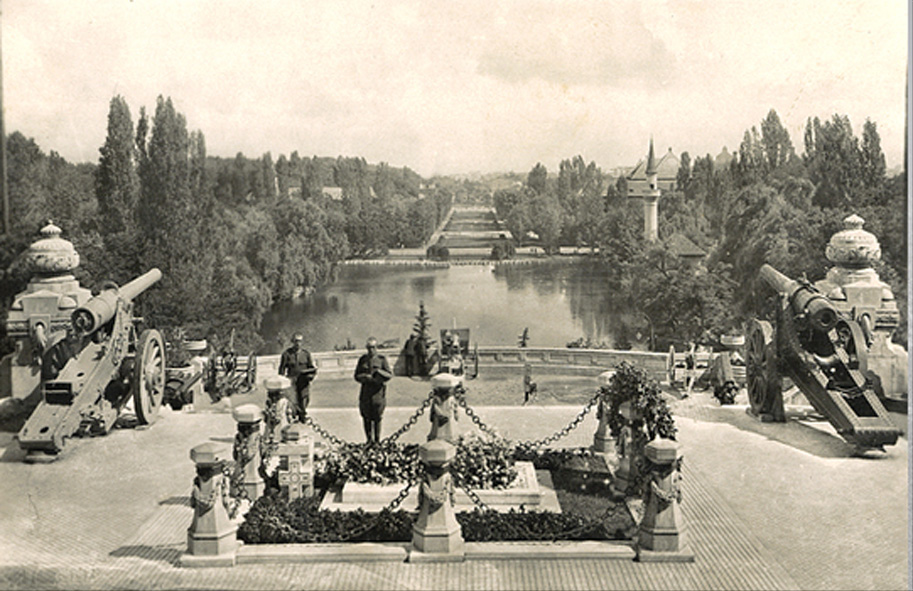
戦間期の無名戦士の墓
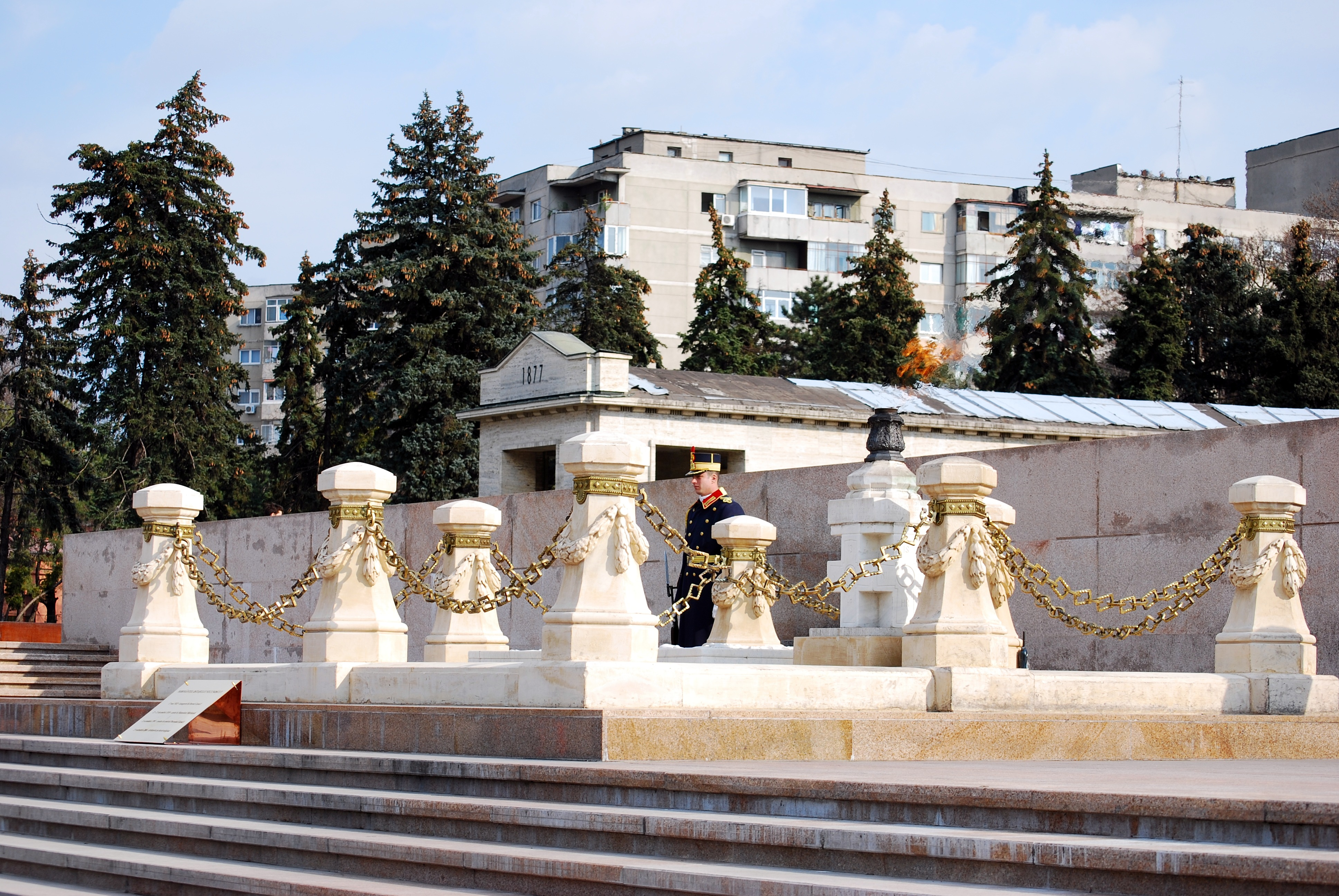
墓の景観
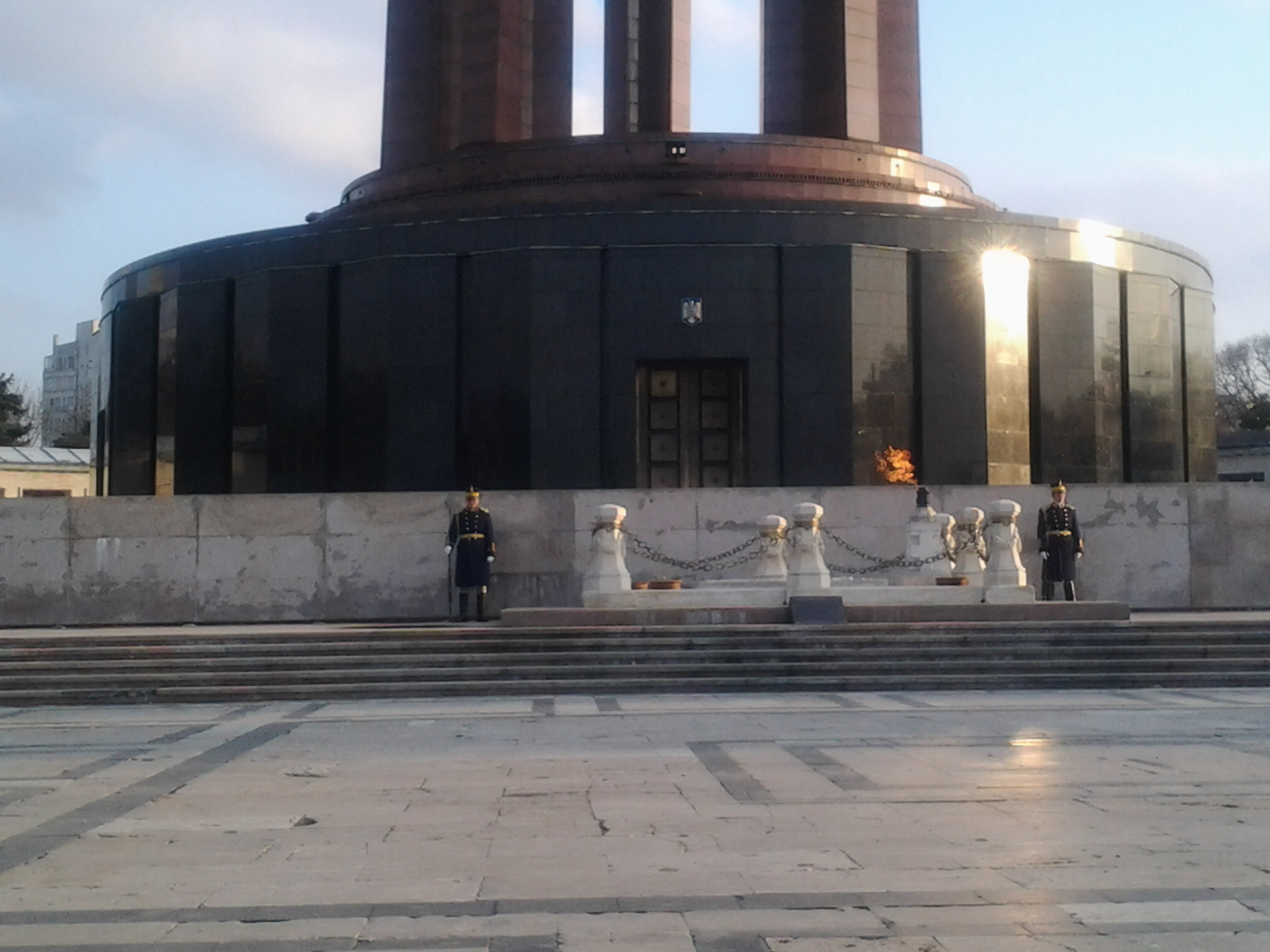
墓は共産党の霊廟の隣にある。